# Église Saint-Martin de Martigny-Courpierre
L'église Saint-Martin est une église catholique située sur le territoire de la commune de Martigny-Courpierre, dans le département de l'Aisne, en France.

## Historique
À l'instar de nombreuses églises du département de l'Aisne, l'église de Martigny-Courpierre est détruite durant la Première Guerre mondiale. Elle est reconstruite en béton armé au début des années 1930.
L'édifice est classé au titre des monuments historiques en 1997.

## Description

Le clocher et la nef de l'église.

L'église Saint-Martin de Martigny-Courpierre a été construite entre 1929 et 1932 sur les plans de l'architecte Albert-Paul Müller. De style art déco et d'inspiration romane, elle est bâtie selon un plan en forme de croix latine. La nef possède une voûte parabolique et la croisée du transept est sommée d’une coupole en béton translucide
Les peintures intérieures de l'église, peintes directement le ciment des murs, sont l’œuvre d'Eugène-Jean Chapleau, les vitraux ont été réalisés par Louis Barillet, Jacques Le Chevallier et Théodore-Gérard Hanssen et les céramiques par Maurice Dhomme.

## Galerie de photographies

La nef.
Le narthex.
L'autel.
Le prêchoir.
Une chapelle intérieure.